# Principi della dinamica

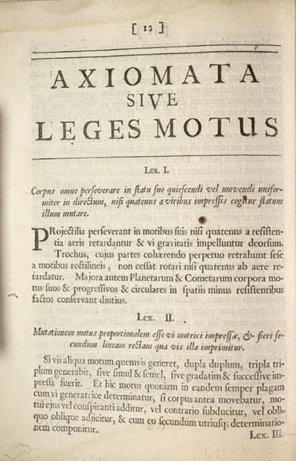
Le prime due leggi dei Principia Mathematicae di Isaac Newton

I principi della dinamica sono le leggi fisiche su cui si fonda la dinamica newtoniana, che descrive le relazioni tra il moto di un corpo e gli enti che lo modificano.
Sono validi in sistemi di riferimento inerziali e descrivono accuratamente il comportamento dei corpi che si muovono a velocità molto minori della velocità della luce, condizione in cui sono assimilabili con buona approssimazione ai principi più generali della relatività ristretta.
Sono anche chiamati principi di Newton perché furono enunciati come assiomi da Isaac Newton nel suo trattato Philosophiae Naturalis Principia Mathematica, pur essendo il frutto di una lunga evoluzione da parte di numerosi scienziati che ne ha preceduto e seguito la pubblicazione; in particolare sono stati riformulati storicamente in vari modi, tra cui la formulazione lagrangiana e la formulazione hamiltoniana.

## Storia

### La fisica aristotelica
Aristotele nella sua Fisica del IV secolo a.C. asseriva che lo stato naturale dei corpi fosse la quiete, ossia l'assenza di moto, e che qualsiasi oggetto in movimento tende a rallentare fino a fermarsi, a meno che non venga spinto a continuare il suo movimento.
Nel Medioevo, Guglielmo di Ockham e gli occamisti, e poi, nel Quattrocento, Nicola Cusano, nell'opera Il gioco della palla, e Leonardo da Vinci ripensarono la meccanica aristotelica: cominciarono a sviluppare una diversa dinamica, fondata su diversi principi fisici e presupposti filosofici.
Il principio di inerzia è di impossibile osservazione sulla Terra, dominata dagli attriti. Infatti, considerando per esempio una biglia che rotola su una superficie piana orizzontale molto estesa, l'esperienza comune riporta che con il passare del tempo la biglia rallenta fino a fermarsi. Questo è dovuto al fatto che essa interagisce con il piano e con l'aria. Si può osservare, comunque, che facendo diminuire progressivamente questi attriti, ad esempio rarefacendo l'aria e lisciando il piano per diverse volte, la biglia percorre uno spazio sempre maggiore prima di fermarsi. Generalizzando, l'idea che sta alla base del primo principio è che, teoricamente, diminuendo gli attriti fino a renderli nulli, il corpo non rallenti e quindi non si fermi mai, cioè persista nel suo stato di moto rettilineo uniforme. Riferendosi invece alla tendenza di ogni corpo a mantenere lo stato di quiete o di moto si usa parlare di inerzia e questo concetto può esser visto come una diretta conseguenza del principio di relatività galileiana.
Ciò viene dettagliatamente descritto da Galileo in due sue opere, rispettivamente nel 1632 e 1638: il Dialogo sopra i due massimi sistemi del mondo e Discorsi e dimostrazioni matematiche intorno a due nuove scienze attenenti alla meccanica e i movimenti locali. Scrive Galileo:
(Galileo Galilei, "Dialogo sopra i due massimi sistemi del mondo")
Bisogna aggiungere che Galileo riteneva che un moto inerziale avrebbe assunto una direzione circolare, e non rettilinea come invece dedusse Newton. Infatti, secondo Galilei i pianeti si muovevano di moto circolare uniforme attorno al Sole senza subire alcun effetto, gravitazionale o di altro tipo. Tuttavia, la prima enunciazione formale del principio è nei Principia di Newton, che pur ne riconosce (impropriamente, come visto) la paternità galileiana. Newton chiarisce inoltre il concetto nella terza definizione:
(Isaac Newton, Philosophiae Naturalis Principia Mathematica)

### Lo sviluppo della meccanica classica
La formula esplicita dell'uguaglianza fra la forza e il prodotto della massa inerziale per l'accelerazione apparve per la prima volta negli scritti di Eulero nel 1752.

## Il contributo di Newton

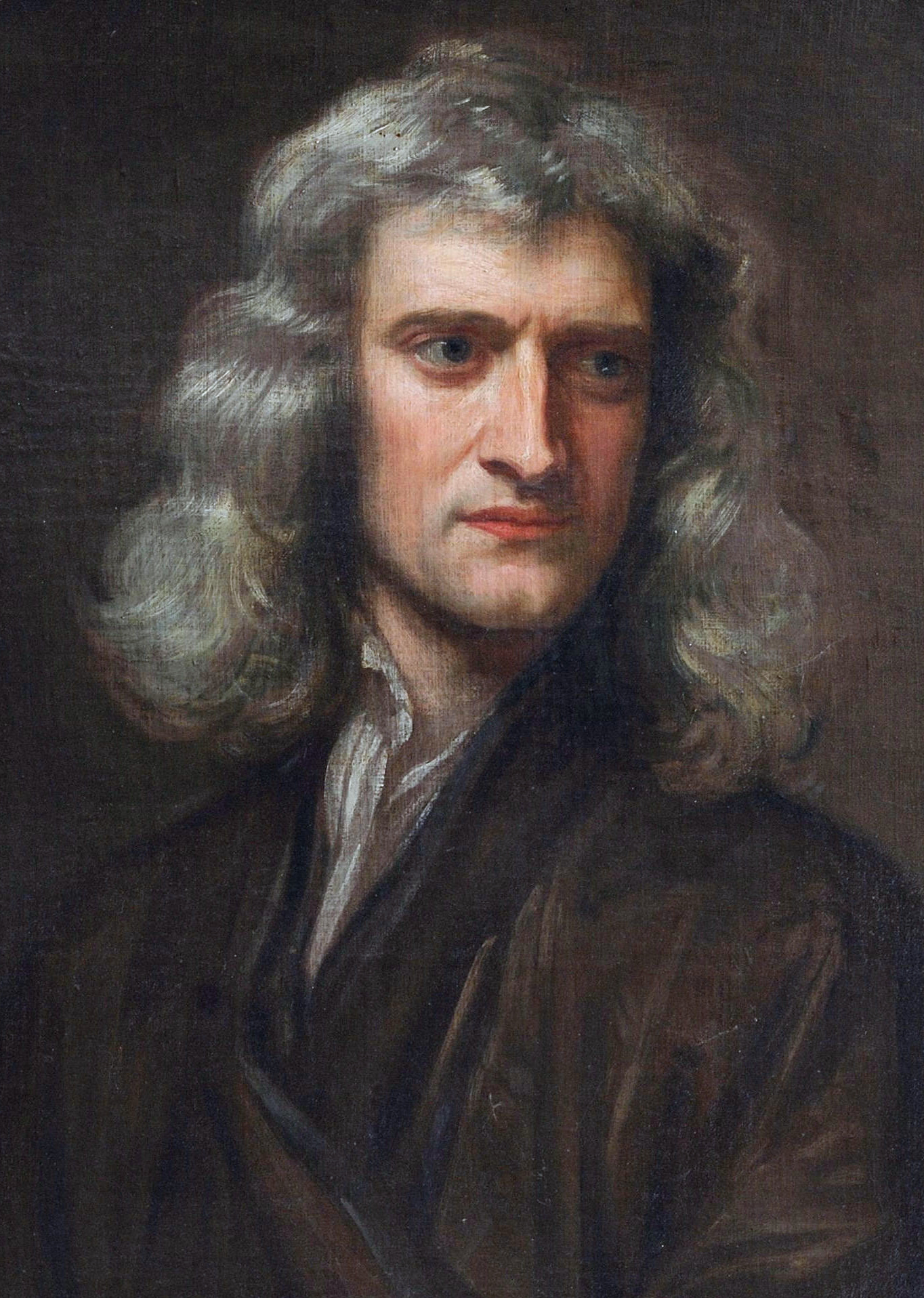
Isaac Newton, ritratto di Sir Godfrey Kneller (1689)

I principi furono presentati tutti assieme da Newton nel 1687 nell'opera Philosophiae Naturalis Principia Mathematica (I principi matematici della filosofia naturale). Newton stesso chiamò i suoi principi Axiomata, sive leges motus (Assiomi o leggi del moto), a rimarcare che questi rappresentano la base fondante della meccanica, come gli assiomi di Euclide lo sono per la geometria, la cui validità può essere testata solo con esperimenti e a partire dai quali è possibile ricavare ogni altra legge sui moti dei corpi.
Il primo principio, detto d'inerzia, ha tradizionalmente origine con gli studi sulle orbite dei corpi celesti e sul moto dei corpi in caduta libera di Galileo. Il principio di inerzia si contrappone alla teoria fisica di Aristotele, il quale riteneva che lo stato naturale di tutti i corpi fosse quello di quiete e un agente esterno fosse necessario ad indurre il moto. Galileo ideò una serie di esperimenti, anche mentali, volti a dimostrare la non correttezza di questa assunzione. A simili conclusioni giunse anche Cartesio, nei suoi scritti riguardo alla fisica.
Il secondo principio della dinamica si deve a Newton, e introduce il concetto di forza come origine e causa del cambiamento dello stato di moto dei corpi. Nei secoli si sono susseguite numerose discussioni su come e su cosa di preciso Newton intendesse con "forza" e "cambio dello stato di moto", in relazione in particolare alla formulazione odierna del secondo principio della dinamica.
Il terzo principio esprime una importante proprietà delle forze e fu usato da Newton per dimostrare la conservazione della quantità di moto. Secondo il premio nobel Richard Feynman, il terzo principio ha una importante rilevanza nello sviluppo della meccanica:
(Richard Feynman, The Feynman Lecture in Physics, volume 1, cap 10-1. Ed. italiana Zanichelli 2001)
I principi di Newton nella loro originaria formulazione sono validi per i corpi puntiformi, in quanto non considerano gli effetti che possono derivare dalla dimensione finita degli oggetti, come in particolare le rotazioni. I principi furono poi estesi ai corpi rigidi e ai corpi deformabili da Eulero nel 1750.

### Primo principio
Nei Principia l'enunciato della Lex I è il seguente:
(Isaac Newton, "Philosophiae Naturalis Principia Mathematica", Axiomata sive Leges Motus)
Questo principio, noto anche come principio d'inerzia o principio di Galileo, afferma che un corpo continuerà a muoversi di moto rettilineo uniforme, o rimarrà fermo, se non è soggetto a forze esterne. Quindi, se la risultante delle forze agenti su un corpo è nulla, allora esso mantiene il proprio stato di moto. Nella realtà di tutti i giorni, si osserva che un corpo in moto tende lentamente a rallentare fino a fermarsi. Questo tuttavia non è in contraddizione con il primo principio, in quanto la forza di attrito, per esempio con l'aria o il terreno, sta agendo sul corpo modificando il suo stato di moto. Se fosse possibile fare un esperimento in cui tutti gli attriti e le interazioni vengano annullate, ad esempio nello spazio vuoto lontano dalle galassie, allora si osserverebbe che il corpo continuerebbe a muoversi indefinitamente a velocità costante lungo una linea retta.
Gli esempi portati da Newton a proposito del cerchio in rotazione e del moto dei pianeti sono in realtà esempi di conservazione del momento angolare e rappresentano l'integrazione del principio di inerzia nel principio della conservazione della quantità di moto.
Il principio di inerzia rappresenta un punto di rottura con la fisica aristotelica in quanto l’assenza di forze è messa in relazione non solo con la quiete, ma anche con il moto rettilineo uniforme. Poiché la particolarità del moto rettilineo uniforme è che la velocità è vettorialmente costante, cioè in modulo, direzione e verso, si desume che la presenza di forze sia collegata alle variazioni di velocità. Ciò porta al secondo principio della dinamica.

### Secondo principio
Nei Principia l'enunciato della Lex II è il seguente:
(Isaac Newton, Philosophiae Naturalis Principia Mathematica, Axiomata sive Leges Motus)
Pertanto, il secondo principio, detto anche principio di proporzionalità o principio di conservazione, afferma che:
{\displaystyle \mathbf {F} =m\mathbf {a} }
Sia la forza sia l'accelerazione sono vettori e sono indicati in grassetto nella formula. Nel testo, Newton prosegue affermando:
(Isaac Newton, Philosophiae Naturalis Principia Mathematica, Axiomata sive Leges Motus)
La forza netta, o forza risultante, agente su un corpo è la somma vettoriale di tutte le forze applicate ad esso. L'accelerazione causata quindi dalle forze avrà come effetto una modifica del vettore velocità nel tempo. Questa modifica si può manifestare come un cambio della direzione della velocità, oppure come un aumento o diminuzione del suo modulo.
La massa che compare nel secondo principio della dinamica è chiamata massa inerziale, cioè misura quantitativamente la resistenza di un corpo ad essere accelerato. Infatti la stessa forza agente su un corpo di piccola massa, come ad esempio una spinta data ad un tavolo, produce un'accelerazione molto maggiore che su un corpo di grande massa, come un'automobile, che con la stessa spinta cambierebbe la propria velocità di poco.
Se la massa inerziale del corpo non è costante, allora la seconda legge della dinamica può essere generalizzata con l'introduzione della quantità di moto. Ovvero, un punto materiale, cioè un corpo di dimensioni trascurabili rispetto al sistema di riferimento in esame e contemporaneamente dotato di massa, al quale sia applicata una forza, varia la quantità di moto in misura proporzionale alla forza e lungo la direzione della stessa. In altre parole, secondo una formulazione analoga a quella di Eulero: il tasso di aumento della quantità di moto è uguale e parallelo alla forza impressa:
{\displaystyle \mathbf {F} ={\frac {\mathrm {d} }{\mathrm {d} t}}(m\mathbf {v} )},
cioè in base alla definizione di quantità di moto e di accelerazione e alla regola di Leibniz:
{\displaystyle \mathbf {F} =\left({\frac {\mathrm {d} m}{\mathrm {d} t}}\right)\mathbf {v} +m\left({\frac {\mathrm {d} \mathbf {v} }{\mathrm {d} t}}\right)=\left({\frac {\mathrm {d} m}{\mathrm {d} t}}\right)\mathbf {v} +m\mathbf {a} }
Per un sistema chiuso quindi il rapporto fra i moduli della forza applicata e dell'accelerazione è costante e pari alla massa inerziale:
{\displaystyle {\frac {\mathrm {d} m}{\mathrm {d} t}}=0\implies \mathbf {F} =m\mathbf {a} }
Il secondo principio della dinamica fornisce una spiegazione per il fatto che tutti i corpi cadono con una velocità, che è indipendente dalla loro massa. Simile risultato fu raggiunto, secondo Newton, da Galileo Galilei con lo studio del piano inclinato e l'esperimento della caduta dei gravi. Tuttavia, ogni conoscitore delle opere galileiane sa che Galileo non giunse mai alla distinzione del concetto di massa da quello di peso. D’altra parte, ciò è comprensibile se si considera l’avversione galileiana nei confronti di ogni riferimento ad un'azione “a distanza” tra i corpi, come quella, per esempio, teorizzata da Keplero.

### Terzo principio
Nei Principia l'enunciato della Lex III è il seguente:
ovvero, le azioni vicendevoli di due corpi l'uno sull'altro sono sempre uguali e dirette verso parti opposte.»
(Isaac Newton, "Philosophiae Naturalis Principia Mathematica", Axiomata sive Leges Motus)

Una illustrazione del terzo principio della dinamica, nel quale due pattinatori si spingono uno contro l'altro. Il primo pattinatore sulla sinistra esercita una forza normale verso destra sul secondo pattinatore, e il secondo pattinatore esercita una forza sul primo pattinatore diretta verso sinistra. L'intensità e la direzione delle due forze è la stessa, ma queste hanno verso opposto, come stabilito dal terzo principio.

Il terzo principio, detto anche principio di azione e reazione, dove il termine azione deve essere inteso nell'accezione generale di forza o momento reali, può essere riformulato come:
"Per ogni forza, o momento, che un corpo {\displaystyle A} esercita su un altro corpo {\displaystyle B}, ne esiste istantaneamente un'altra uguale in modulo e direzione, ma opposta in verso, causata dal corpo {\displaystyle B} che agisce sul corpo {\displaystyle A}".
In termini matematici, il terzo principio può essere riassunto come:
{\displaystyle \mathbf {F} _{AB}=-\mathbf {F} _{BA}}
Ma attenzione, poiché è importante precisare, per la piena comprensione del principio, che le due forze ovviamente non si annullano, poiché hanno punti di applicazione diversi. 

Nel proseguire del testo, Newton porta i seguenti esempi:
(Isaac Newton, "Philosophiae Naturalis Principia Mathematica", Axiomata sive Leges Motus)
Il terzo principio della dinamica, in termini moderni, implica che tutte le forze hanno origine dall'interazione di diversi corpi. In base al terzo principio, se solo un corpo singolo si trovasse nello spazio, questo non potrebbe subire alcuna forza, perché non vi sarebbe alcun corpo su cui la corrispondente reazione possa essere esercitata.
Un esempio chiaro è l'applicazione al sistema Terra-Luna, di cui sono sottosistemi la Terra e la Luna. La forza totale esercitata dalla Terra sulla Luna deve essere uguale, ma di senso opposto alla forza totale esercitata dalla Luna sulla Terra, in accordo con la legge di gravitazione universale.
Un esempio tipico che si può fare di applicazione controintuitiva del principio è quello della semplice camminata: in questa situazione, noi imprimiamo forza al suolo all'indietro tramite il piede, e il suolo reagisce con una forza uguale e contraria, che poi è quella che ci spinge in avanti. Ma il suolo invece sembra non subire alcuna forza, poiché non accelera: la contraddizione si risolve considerando che la massa inerziale della Terra è enorme in confronto a quella dell'individuo, e perciò la forza si traduce in un'accelerazione piccola al punto da essere inosservabile.

#### Il principio di azione e reazione e la conservazione della quantità di moto
Per un sistema fisico di n punti materiali (o corpi), il terzo principio della dinamica assieme al secondo implica la conservazione della quantità di moto e quindi la simmetria delle leggi fisiche rispetto a traslazioni spaziali. Considerando, ad esempio, due corpi isolati che interagiscono, allora in base al secondo principio della dinamica il terzo può essere riscritto come:
{\displaystyle {\frac {\Delta p_{A}}{\Delta t}}=-{\frac {\Delta p_{B}}{\Delta t}}}
dove {\displaystyle p_{A}} e {\displaystyle p_{B}} sono rispettivamente le quantità di moto del corpo {\displaystyle A} e {\displaystyle B}. Dato che gli incrementi possono essere sommati allora si ha:
{\displaystyle {\frac {\Delta p_{A}}{\Delta t}}+{\frac {\Delta p_{B}}{\Delta t}}={\frac {\Delta (p_{A}+p_{B})}{\Delta t}}=0}
da cui si ricava che è costante nel tempo la grandezza {\displaystyle (p_{A}+p_{B})}, che equivale alla quantità di moto totale del sistema formato dai corpi {\displaystyle A} e {\displaystyle B} considerati assieme. Questo ragionamento può essere esteso ad un numero arbitrario di corpi.
Nel caso del singolo punto materiale, la conservazione della quantità di moto deriva direttamente dal secondo principio della dinamica
{\displaystyle \mathbf {F} ={\frac {\mathrm {d} \left(m\mathbf {v} \right)}{\mathrm {d} t}}{.}}
Infatti è sufficiente che sul punto materiale non agisca alcuna forza esterna perché si conservi la quantità di moto. Si pensi, ad esempio, ad un razzo in volo nel vuoto spaziale. Consumando combustibile, questo riduce la sua massa e di conseguenza la sua velocità cresce di modo che il prodotto {\displaystyle m\mathbf {v} } sia costante, istante per istante.

## I Principi nella fisica del XX secolo

### La fisica di Berkeley
Il testo La fisica di Berkeley riporta come principi fondanti la meccanica classica le seguenti (cit.):
1. Lo spazio è euclideo.
2. Lo spazio è isotropo, ovvero le proprietà fisiche sono le stesse in tutte le direzioni [...].
3. Le leggi del moto di Newton valgono in un sistema inerziale determinato, per un osservatore fermo sulla terra, unicamente tenendo conto dell'accelerazione della terra nel suo moto intorno al proprio asse e della sua orbita intorno al sole.
4. È valida la legge della gravitazione universale di Newton. Questa legge stabilisce che tra due qualsiasi masse puntiformi {\displaystyle m_{1}} ed {\displaystyle m_{2}} poste a distanza {\displaystyle R} l'una dall'altra si esercita sempre una forza attrattiva {\displaystyle \mathbf {F} =-G{\frac {m_{1}m_{2}}{R^{2}}}{\hat {\mathbf {r} }}} dove {\displaystyle G} è una costante naturale pari a circa {\displaystyle 6.67\cdot 10^{-11}\ \mathrm {N\cdot m^{2}\cdot kg^{-2}} }.

Citando sempre dallo stesso libro, le 3 leggi di Newton sono così formulate:
1. Prima legge di Newton. Un corpo non soggetto a forze esterne, o tale che la risultante delle forze esterne agenti su di esso è pari a zero, permane nello stato di quiete o di moto rettilineo uniforme (accelerazione nulla), cioè, {\displaystyle \mathbf {a} =0} quando {\displaystyle \mathbf {F} =0}.
2. Seconda legge di Newton. La risultante delle forze applicate su un corpo è uguale in modulo al prodotto della massa del corpo per l'accelerazione: {\displaystyle \mathbf {F} =m\mathbf {a} }, ed ha direzione e verso dell'accelerazione.
3. Terza legge di Newton. Quando due corpi interagiscono, la forza {\displaystyle \mathbf {F} _{i\to j}}, che il primo corpo ({\displaystyle i}) esercita sul secondo ({\displaystyle j}) è uguale e opposta alla forza {\displaystyle \mathbf {F} _{j\to i}} che il secondo ({\displaystyle j}) esercita sul primo ({\displaystyle i}).

Da quest'ultimo principio, integrando rispetto al tempo, discende il principio della conservazione della quantità di moto e viceversa.

### La fisica di Feynman
La fisica di Feynman ha una impostazione sui generis che non consente di estrarre agevolmente un corpus di principi della dinamica espressi in maniera formale, poiché ha l'intento di costruire una visione unitaria della fisica, "filtrandola" col criterio della validità nella moderna teoria dei campi per non introdurre, come invece si fa solitamente con l'approccio storico, dei concetti che risultano in una teoria più ampia falsificati o particolari. Tuttavia riportiamo alcuni brani che a nostro avviso sono quanto più si avvicina ad una formulazione di tali principi. Citiamo quindi:
Per quanto riguarda il terzo principio della dinamica, Feynman lo considera, al pari della legge di gravitazione universale, una delle due sole cose sulla natura delle forze che Newton disse:
Secondo Feynman, Newton caratterizzò il concetto di forza tramite l'enunciazione di un principio generale, il terzo principio della dinamica appunto, e tramite la formulazione di una legge di forza particolare, ovvero quella gravitazionale.

## Limiti di applicabilità
I principi della dinamica non valgono in sistemi di riferimento non inerziali. Per studiare anche questi ultimi, infatti, è necessaria l'introduzione delle interazioni apparenti, ovvero forze e momenti dovuti alle accelerazioni del sistema di riferimento. Le forze apparenti, quali la forza centrifuga e la forza di Coriolis, non hanno alcuna reazione corrispondente, in altre parole il terzo principio della dinamica smette di essere vero nei sistemi di riferimento non inerziali.
La meccanica classica può essere vista come l'approssimazione a basse velocità rispetto a quella della luce della teoria della relatività ristretta. Il secondo principio della dinamica ad esempio non è più in grado di descrivere correttamente gli eventi che occorrono quando invece le velocità dei corpi sono vicine a quella della luce, dato che permette sempre di incrementare la velocità di un corpo con l'azione di una forza senza alcun limite. Inoltre, il terzo principio della dinamica richiede che l'azione e la reazione siano sempre opposte in ogni momento, generando un vincolo istantaneo fra punti lontani al di fuori dei rispettivi coni luce.

### Estensioni dei principi della dinamica ai sistemi non inerziali
Per estendere la validità dei principi della dinamica, allargandoli ai sistemi non inerziali ed estesi, il concetto di "azione" viene ristretto soltanto a forze e momenti, in meccanica razionale si parla di forze generalizzate, reali per cui vale questo principio, cioè che implicano la reazione. Infine, per la simmetria tra i due concetti che scaturisce da questo principio si preferisce oggi parlare di interazione: "l'interazione tra i corpi è reciproca, e unica sorgente di forza reale e momento meccanico reale. Una forza generalizzata applicata su un corpo {\displaystyle i} è "reale", se dovuta all'influenza di un qualsiasi altro corpo {\displaystyle j}, e solo allora si manifesta su {\displaystyle j} con orientazione antiparallela". Ricordando che un sistema inerziale è definito proprio in base a questo principio come sistema di riferimento in cui si manifestano solo interazioni tra i corpi, ovvero interazioni reali, e le interazioni apparenti sono appunto quelle che non provenendo dai corpi in quanto non reciproche, vengono imputate al sistema di riferimento, e non sono reali solo nel senso che non sono "assolute", e non nel senso di "ininfluenti" sui corpi quando presenti.

### Modifiche ai principi della dinamica
Nel 1981 Mordehai Milgrom propose una sua modifica volta a spiegare il problema delle curve di rotazione delle galassie a spirale in modo alternativo all'introduzione della materia oscura, denominata MOND dall'acronimo inglese per Dinamica Newtoniana Modificata che teneva conto dello strappo, che però gode di scarso consenso presso la comunità scientifica attuale, anche se le si può riconoscere di essere, popperianamente parlando, falsificabile al pari delle teorie a base di materia ed energia oscura.